# Prangins
Prangins é uma  comuna suíça do Cantão de Vaud, pertencente ao distrito de Nyon. Comuna limítrofe do Lago Lemano, a SE, está rodeada por Coinsins, Vich, Gland, Nyon e Duillier.

## História
O Castelo de Prangins que se encontra no centro da localidade é na realidade o local na Suíça romanda do Museu Nacional Suíço (MNS) que é formado por  oito museus em diferentes localidades suíças e que dependem directamente do DFI-Escritório Federal da Cultura. Estes museus consagram as exposições à história cultural da Suíça desde as épocas mais recuadas aos nossos dias .
O castelo em si mesmo faz parte do Inventário Suíço dos bens culturais de importância nacional e regional e toda a localidade faz parte do Inventário federal dos sítios construídos a proteger na Suíça 